# Jupiter LXIII
Jupiter LXIII, cunoscut provizoriu ca S/2017 J 2, este un satelit natural exterior al lui Jupiter . A fost descoperit de Scott S. Sheppard⁠(d) și echipa sa în 2017, dar nu a fost anunțat până pe 17 iulie 2018 printr-un Minor Planet Electronic Circular de la Minor Planet Center .  Are aproximativ 2 kilometri în diametru și orbitează pe o semiaxă mare de aproximativ 23.303.000 km cu o înclinație de aproximativ 166,4°.  Aparține grupului Carme .